# That's Happiness
That's Happiness er en amerikansk stumfilm fra 1911.

## Medvirkende
- Bertha Blanchard
- William Garwood